# An Affair to Remember
An Affair to Remember (en Latinoamérica, Algo para recordar; en España, Tú y yo) es una película estadounidense de 1957 dirigida por Leo McCarey, con Cary Grant, Deborah Kerr, Richard Denning, Cathleen Nesbitt, Neva Patterson y Robert Q. Lewis como actores principales. Es una nueva versión de Tú y yo (Love Affair) obra que había dirigido en 1939 el mismo McCarey basándose en una idea propia.

## Argumento
Un elegante pintor play boy (Cary Grant) y una cantante de un club (Deborah Kerr) se conocen a bordo del transatlántico SS Constitution en ruta desde Europa a Nueva York, y nace una historia de amor. Aunque hay un problema... ambos están comprometidos. En el momento de atracar el buque y deciden unir sus vidas, se dan cita en el Empire State Building dentro de seis meses. Llegada la fecha, él la espera hasta la medianoche, pero ella no llega. Un accidente de coche les trunca su felicidad. 
Al final, él encuentra en un registro telefónico la dirección de ella, la visita y sin saber que ella está inválida, la ofende, por haberle dejado esperando y por creer que ella se ha casado con el hombre que era su prometido. Pero cuando entra en la habitación de ella, se retracta, pues ve una pintura que había hecho inspirada en ella; misma pintura que él, por medio del dueño de la galería de arte donde expone sus obras, le había regalado a una mujer desconocida que no tenía dinero para comprarla y además iba en silla de ruedas.

## Candidaturas a premios

### Premios Óscar 1957
| Categoría                   | Persona                                 | Resultado  |
| --------------------------- | --------------------------------------- | ---------- |
| Mejor fotografía            | Milton R. Krasner                       | Candidato  |
| Mejor música – Orquestación | Charles Le Maire                        | Candidato  |
| Mejor canción               | Harry Warren Harold Adamson Leo McCarey | Candidatos |
| Mejor diseño de vestuario   | Charles LeMaire                         | Candidato  |